# Lithops bromfieldii
Lithops bromfieldii (укр. літопс Бромфілда) — вид суперсукулентних багаторічних рослин, що належить до родини аїзових (Aizoaceae) або мезембріантемових (Mesembryanthemaceae).

## Історія

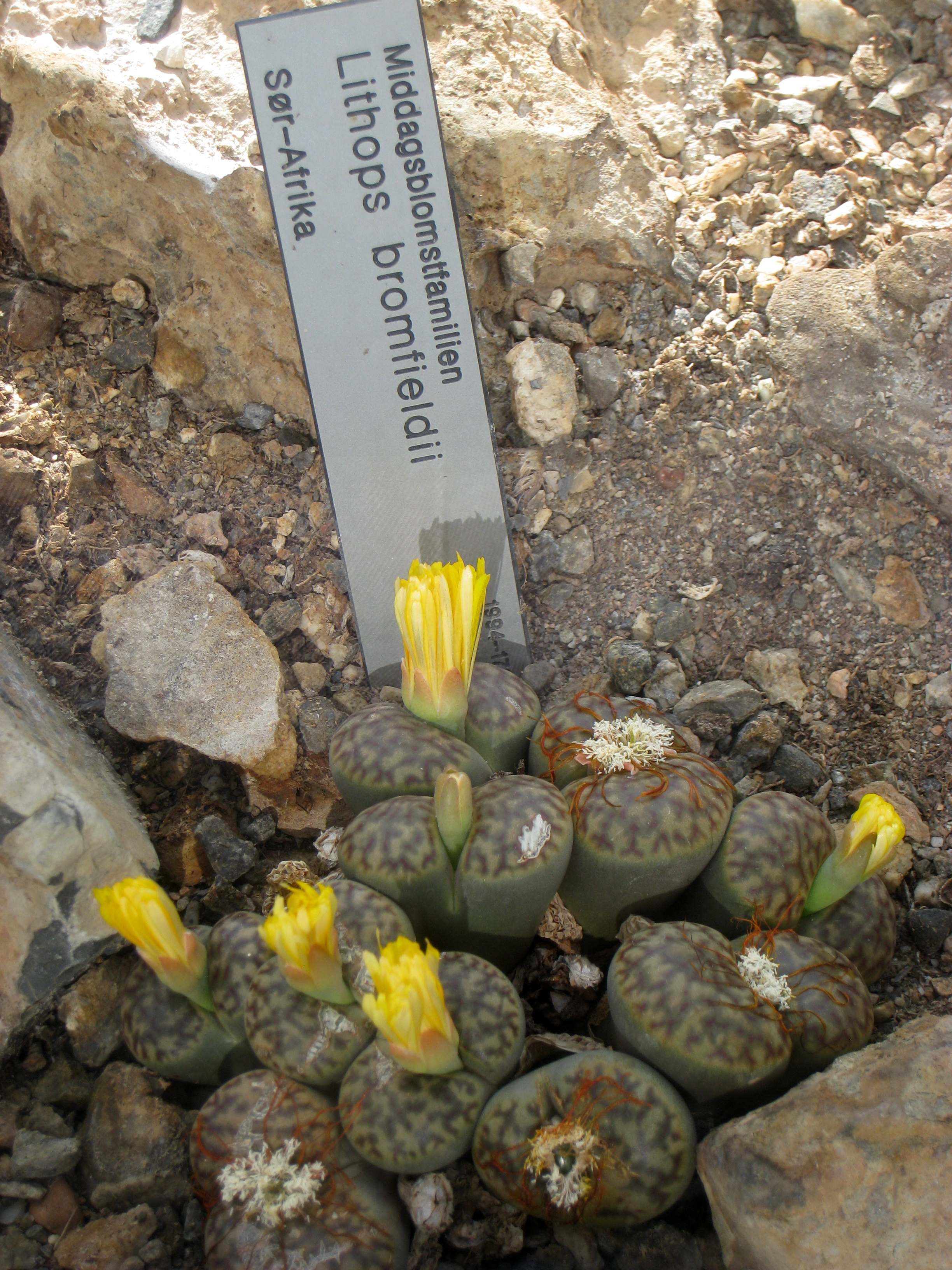
Lithops bromfieldii в ботанічному саду Осло

Видова назва дана на честь Г. Бромфілда, який збирав ці рослини у 1933 році. Вперше описаний Гаррієт Маргарет Луїзою Болус у 1934 році у виданні «Notes on Mesembryanthemum and allied genera».

## Біологічний опис
Невеликі рослини, що кущаться. Загальний тон забарвлення — жовтувато-червоно-коричневий. Поверхня плоска або злегка опукла, текстура груба. Віконця темно-зелені з іржаво-червоними лініями. Острівці пухирчасті, жовтуваті, іноді червонувато-коричневі. Квіти, зазвичай, жовті.

## Різновиди

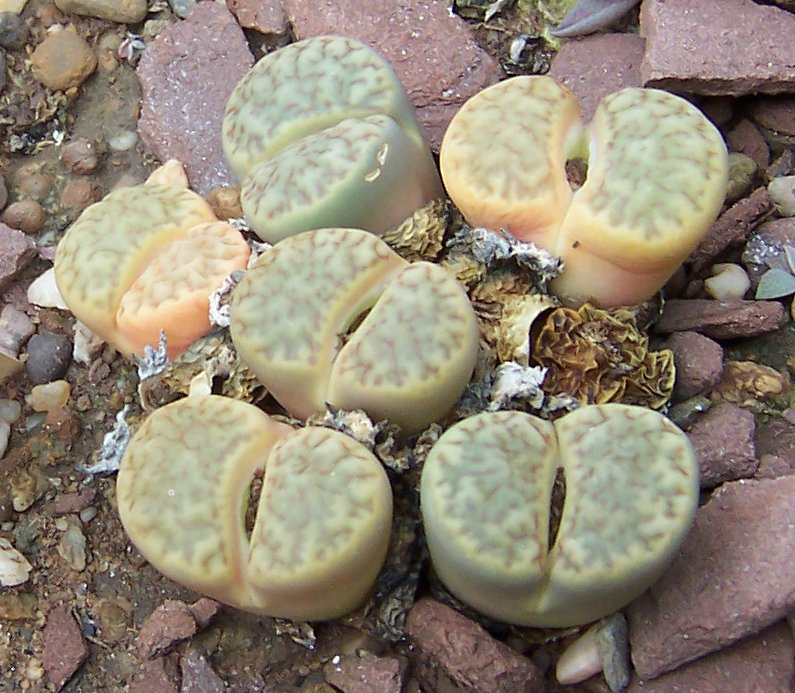
Lithops bromfieldii var. mennellii

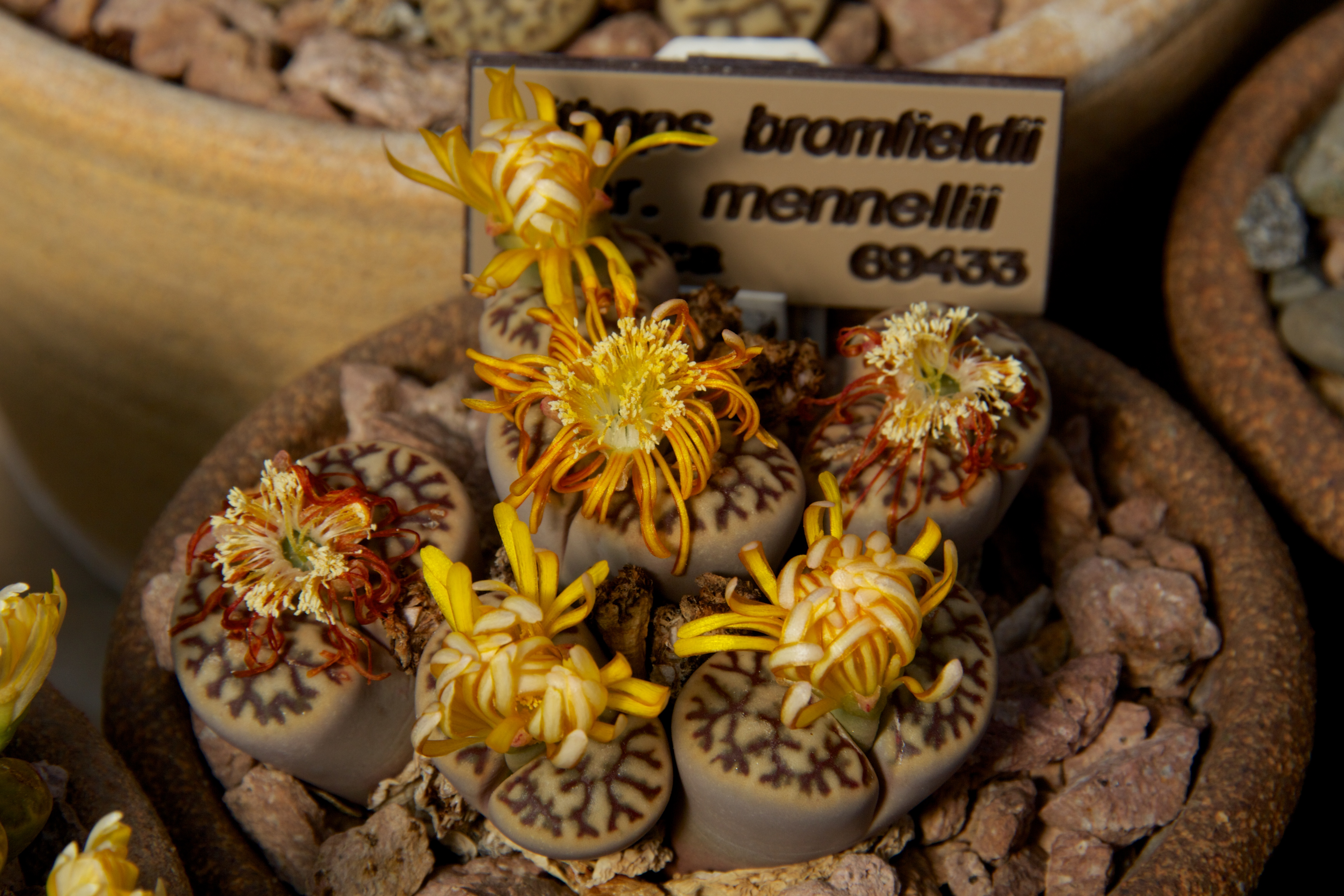
Lithops bromfieldii в Гантігтонській бібліотеці

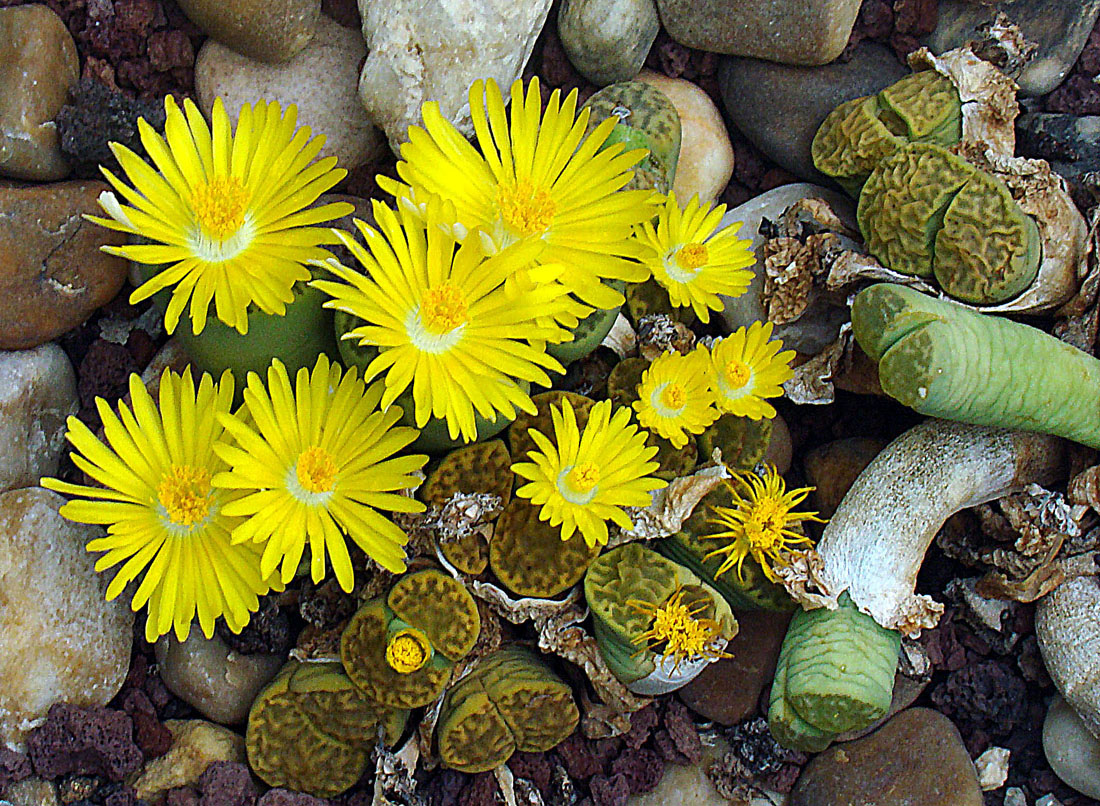
Квітучий Lithops bromfieldii в Королівських ботанічних садах у К'ю

- Lithops bromfieldii var. bromfieldii — рослини середніх розмірів, часто утворюють групи з 10 і більше голів. Зверху рослина виглядає овальною, злегка опуклою у профіль, однак може бути пласкою і, навіть увігнутою, горбки і жолобки, зазвичай, широкі. Забарвлення червонувато-коричневе до кремо-оранжевого з блідо-зеленим відливом, з товстим восковим нальотом і м'яким блиском, що стає особливо помітним при розбуханні рослини. Віконце чітке, але поділене на декілька секцій з червонуватими або коричнюватими лініями і цятками, чітко окресленими краями. Квітки порівняно невеликі, жовті, з'являються восени. Плоди 5-6 камерні. Росте на пагорбах посеред вицвілих кварцитових порід
- Lithops bromfieldii var. glaudinae — має широку, пласкувату верхівку з численними цятками, які світяться так, ніби намальовані флюоресцентною фарбою. Варитет названий на честь Глодіни Вентер, ферма батька якої була першим місцем, де знайшли цей таксон.
- Lithops bromfieldii var. insularis — відрізняється від Lithops bromfieldii var. bromfieldii дещо меншими розмірами, темнішою і гладкішою поверхнею відсутністю горбків, які можуть з'являтися лише тоді, коли рослини довго перебували без вологи. Основне забарвлення має тенденцію до глибокого бруднувато-зеленого, темно-коричневого або чорного тону з оранжевим відливом. Штрихи такі ж темні, як і блискучі плями. Рослини схильні утворювати групи. Варитетна назва походить від місцевості, де мешкає цей таксон — на островах і прибережних територіях річки Оранжевої.
- Lithops bromfieldii var. mennellii — із завжди блідою і непрозорою шкірою, на якій чітко видні шоколадні штрихи. Рослини достатньо мініатюрні, особливо у природі, але в культурі можуть досягати досить великих розмірів. Варитет названий на честь першого шанувальника цього таксона Браяна Т. Меннела. Цей різновид росте в добре захищених розщелинах невисоких гірських хребтів.

### Культивари
Існує стійкий культивар Lithops bromfieldii з білими квітами і коричневим тілом. Досить широко розповсюджений культивар Lithops bromfieldii var. insularis cv. 'Sulphurea', що має зеленувате забарвлення тіла, жовті квіти і схильність до утворення груп.

## Поширення
Ендемічна рослина Південно-Африканської Республіки. Ареал займає серединну частину Капської провінції, ареали різновидів часто розділені руслом річки Оранжевої. Комплекс цього виду розташовується навколо Апінгтона, розширюючись на схід до Постмасбурга (Lithops bromfieldii var. glaudinae) і на захід до Кеймуса (Lithops bromfieldii var. mennellii). Ще далі на захід мешкає Lithops bromfieldii var. insularis.

## Споріднені і сусідні види
Lithops bromfieldii var. mennellii дуже схожий з Lithops karasmontana, але останній має більш клиноподібний профіль, рожевуватий відлив і білі квіти. Lithops bromfieldii var. glaudinae дещо схожий з Lithops hookeri var. marginata, але останній має витончені штрихи і не блищить.